# The Smiths: Under Review
The Smiths: Under Review è un documentario sulla band inglese The Smiths, prodotto da Chrome Dreams e pubblicato il 30 novembre 2006.
Il film non vede la partecipazione di nessun musicista degli Smiths ma solo contributi filmati ed interviste a personaggi che, in modi diversi, hanno gravitato attorno alla band come, ad esempio: Craig Gannon (il cosiddetto quinto Smiths), Tony Wilson (cofondatore della Factory Records) , Stephen Street (produttore di Strangeways, Here We Come), Grant Showbiz (tour manager della band) e molti altri.